# Psechrus quasillus
Espèce
Psechrus quasillus est une espèce d'araignées aranéomorphes de la famille des Psechridae.

## Distribution
Cette espèce est endémique du Sarawak en Malaisie,. Elle se rencontre dans la grotte Gua Puang sur le Gunung Jambusan.

## Description
La carapace de la femelle holotype mesure 4,4 mm de long sur 3,2 mm de large et l'abdomen 6,7 mm de long sur 2,6 mm de large. La carapace du mâle paratype mesure 4,7 mm de long sur 3,5 mm de large et l'abdomen 7,2 mm de long sur 2,3 mm de large.

## Publication originale
- Bayer, 2014 : Seven new species of Psechrus and additional taxonomic contributions to the knowledge of the spider family Psechridae (Araneae). Zootaxa, no 3826(1), p. 1-54.